# Westerschouwen
Westerschouwen est une ancienne commune néerlandaise de la province de la Zélande.
La commune a été créée pendant la première vague massive des fusions de l'île de Schouwen-Duiveland, le 1er janvier 1961. Westerschouwen regroupe alors les communes de Burgh, Haamstede, Noordwelle, Renesse et Serooskerke. La mairie était située à Burgh-Haamstede.
En 1995, la commune comptait 6 024 habitants.
Le 1er janvier 1997, toutes les communes de l'île fusionnèrent pour ne plus former qu'une seule commune, du nom de l'île, Schouwen-Duiveland.